# Синдром Кесслера
Синдро́м Ке́сслера (також — Ефект Кесслера; англ. Kessler's syndrome or effect) — гіпотетичний розвиток подій на навколоземній орбіті, коли космічне сміття, що з'явилося внаслідок численних запусків штучних супутників, призводить до цілковитої непридатності ближнього космосу для практичного використання. Вперше такий сценарій детально описав консультант Національного управління з аеронавтики та дослідження космічного простору Дональд Кесслер.

## Поява та зникнення космічного сміття
Кожний супутник, космічний зонд або пілотована місія можуть бути потенційними джерелами космічного сміття. У міру зростання кількості супутників на орбіті та старіння наявних, ризик лавиноподібного розвитку синдрому Кесслера весь час зростає.
На щастя, взаємодія з атмосферою на низьких навколоземних орбітах, які використовують найчастіше, ліквідує основну частину сміття. Зіткнення літальних апаратів зі сміттям на менших висотах також не надто небезпечні, оскільки при цьому будь-які тіла втрачають швидкість, а з нею і свою кінетичну енергію, а потім, як правило, згорають у щільних шарах атмосфери.
На висотах, де тертя об атмосферу незначне, час «життя» космічного сміття значно зростає. Слабкий вплив атмосфери, сонячного вітру та тяжіння Місяця можуть поступово привести до зниження його орбіти, але на це може знадобитися не одна тисяча років.

## Серйозність
Підступність синдрому Кесслера полягає в «ефекті доміно». Зіткнення двох достатньо великих об'єктів приведе до появи великої кількості нових уламків. Кожний з цих уламків здатний своєю чергою зіткнутися з іншим сміттям, що викличе «ланцюгову реакцію» народження все нових уламків. При достатньо великій кількості зіткнень або вибухів (наприклад, при зіткненні між старим супутником та космічною станцією, або внаслідок ворожих дій), кількість нових осколків, що виникають лавиноподібно, може зробити навколоземний простір абсолютно непридатним для польотів.

## Пропозиції зі скорочення засміченості космосу
Пропонують вже на етапі проєктування супутників передбачати кошти на їх видалення з орбіти — гальмування до швидкості входу в щільні шари атмосфери, де вони згорять, не залишаючи небезпечних великих частин, або переклад на «орбіти поховання» (значно вище орбіт ГСО-супутників). Також розробляють методи корекції орбіт елементів космічного сміття за допомогою потужного наземного лазера безперервної дії.

## В культурі
- «Гравітація» — художній фільм, що зображує зіткнення станцій та космічного сміття.
- «Planetes» — манга і серіал про збирачів космічного сміття.